# Randaberg
Randaberg is een gemeente in de Noorse provincie Rogaland. De gemeente telde 10.873 inwoners in januari 2017. Het is in oppervlakte de kleinste gemeente op het vaste land van Noorwegen. De gemeente werd gesticht in 1922 toen Randaberg werd afgesplitst van de voormalige gemeente Hetland. Randaberg grenst aan Stavanger.
Bjerkreim · Bokn · Eigersund · Gjesdal · Hå · Haugesund · Hjelmeland · Karmøy · Klepp · Kvitsøy · Lund · Randaberg · Sandnes · Sauda · Sokndal · Sola · Stavanger · Strand · Suldal · Time · Tysvær · Utsira · Vindafjord

Fylker van Noorwegen